# Rotting in the Sun
Rotting in the Sun (dt.: „In der Sonne verrotten“) ist ein US-amerikanischer Spielfilm von Sebastián Silva aus dem Jahr 2023. Die schwarze Komödie folgt dem Social-Media-Influencer Jordan Firstman, der sich auf die Suche nach dem in Mexiko-Stadt verschwundenen Regisseur Sebastián Silva macht.
Die Uraufführung erfolgte am 23. Januar 2023 beim 39. Sundance Film Festival, wo das Werk in die Sektion Premieres eingeladen wurde. In Deutschland wurde der Film am 15. September 2023 beim Streamingdienst Mubi veröffentlicht.

## Handlung
Sebastián Silva ist deprimiert, weshalb er hohe Mengen der Droge Ketamin einnimmt und sich im Internet über schmerzlose Suizidmethoden informiert. Um den Filmemacher vor einer unbedachten Handlung zu bewahren, schickt ihn sein Manager in den Urlaub an einen schwulen FKK-Strand. Dort macht Sebastián die Bekanntschaft mit Jordan Firstman. Er versucht den Social-Media-Influencer vor dem Ertrinken zu retten, kommt aber bei dem Versuch fast selbst ums Leben. Der sich übertrieben verhaltende Jordan will Sebastián zur gemeinsamen Arbeit an einer Serie überreden. Sebastián sträubt sich vor diesem Vorschlag, bis ein Fernsehnetzwerk tatsächliches Interesse an dem Projekt zeigt. Als Jordan zu Sebastián nach Mexiko-Stadt reist, um gemeinsam an der Serie zu arbeiten, findet er dessen Wohnung verlassen vor. In der Folge bleibt der Filmemacher unauffindbar und Jordan beginnt bald Sebastiáns unnatürlich agierende Haushälterin Vero zu verdächtigen. Er ist davon überzeugt, dass sie mehr über das Verschwinden seines Freundes weiß, als sie zugeben will.

## Hintergrund

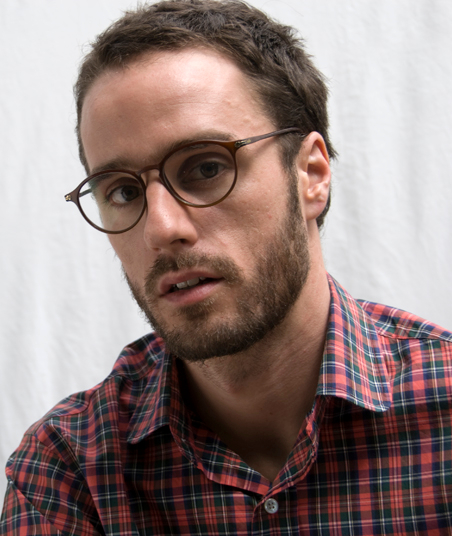
Sebastián Silva (2008)

Rotting in the Sun ist der neunte Kinospielfilm des in Mexiko-Stadt lebenden chilenischen Filmregisseurs und Drehbuchautors Sebastián Silva. Für La Nana – Die Perle gewann er 2009 auf dem Sundance Film Festival den Preis der Jury für den besten ausländischen Spielfilm. Sein neuestes Werk wurde im Festivalprogramm als „schwarze Komödie“ beschrieben, die das Filmgeschäft und die moderne solipsistische Kultur aufs Korn nehme. Silva spiele dabei „eine spöttische Version seiner selbst“, während die weiteren Rollen von dem US-amerikanischen Social-Media-Influencer Jordan Firstman sowie der La Nana-Hauptdarstellerin Catalina Saavedra verkörpert werden. Rotting in the Sun wurde vom Sundance Film Festival als „erfrischend kühn in seiner Darstellung von Sex“ und als „wilde unkonventionelle Quasi-Detektivgeschichte“ angepriesen.

## Auszeichnungen
Der Film wurde unter anderem in drei Kategorien bei den Independent Spirit Awards 2024 berücksichtigt (John Cassavetes Award, Beste Nebenrolle – Catalina Saavedra, Bester Schnitt).